# باول يونغ (لاعب الرغبي)
باول يونغ (بالإنجليزية: Paul Young)‏ هو لاعب الرغبي ‏ بريطاني، ولد في 8 يناير 1983.